# New Moon Shine
New Moon Shine è il quattordicesimo album in studio di James Taylor, pubblicato nel settembre del 1991.

## Tracce
Brani composti da James Taylor, eccetto dove indicato
1. Copperline – 4:22 (Reynolds Price, James Taylor)
2. Down in the Hole – 5:15
3. (I've Got To) Stop Thinkin' 'Bout That – 4:00 (Danny Kortchmar, James Taylor)
4. Shed a Little Light – 3:52
5. The Frozen Man – 3:54
6. Slap Leather – 2:00
7. Like Everyone She Knows – 4:56
8. One More Go Round – 4:40
9. Everybody Loves to Cha Cha Cha – 3:37 (Sam Cooke)
10. Native Son – 3:49
11. Oh Brother – 4:24
12. The Water Is Wide – 3:00 (Tradizionale, arrangiamento di Don Grolnick e James Taylor)

Durata totale: 47:49

## Musicisti
- James Taylor - chitarra acustica, voce
- Michael Landau - chitarra elettrica
- Don Grolnick - pianoforte, organo, sintetizzatori
- Clifford Carter - sintetizzatori
- Jimmy Johnson - basso
- Carlos Vega - batteria
- Valerie Carter - accompagnamento vocale
- David Lasley - accompagnamento vocale
- Kate Markowitz - accompagnamento vocale
- Arnold McCuller - accompagnamento vocale
- Philip Ballou - accompagnamento vocale (brano: Native Son)

Ospiti
- Jerry Douglas - dobro
- Danny Kortchmar - chitarra acustica (brani: The Frozen Man e (I've Got To) Stop Thinkin' 'Bout That)
- Tony Levin - basso (brano: Everybody Loves to Cha Cha Cha)
- Mark O'Connor - violino
- Branford Marsalis - sassofono soprano (brano: Like Everyone She Knows)
- Bob Mintzer - sassofono tenore (brano: (I've Got To) Stop Thinkin' 'Bout That)
- Michael Brecker - sassofono tenore (brani: Everybody Loves to Cha Cha Cha e One More Go Round)
- Randy Brecker - tromba (brano: (I've Got To) Stop Thinkin' 'Bout That)
- Dave Bargeron - trombone (brano: (I've Got To) Stop Thinkin' 'Bout That)
- Dan Stein - sintetizzatore programming (brani: The Frozen Man e (I've Got To) Stop Thinkin' 'Bout That)
- Steve Jordan - batteria (brani: The Frozen Man e (I've Got To) Stop Thinkin' 'Bout That)
- Steve Gadd - batteria (brano: Everybody Loves to Cha Cha Cha)
- Don Alias - percussioni

Note aggiuntive
- Don Grolnick - produttore
- Don Grolnick e Danny Kortchmar - produttori (brani: (I've Got To) Stop Thinkin' 'Bout That e The Frozen Man)
- Peter Stiglin - coordinatore alla produzione
- James Farber - ingegnere del suono, mixaggio
- Katherine Miller - assistente ingegnere del suono
- Patrick Dillett - assistente ingegnere del suono
- Matthew Boomer LaMonica - assistente ingegnere del suono
- Rob Jazco - assistente ingegnere del suono
- John Aguto - assistente ingegnere del suono
- Nathaniel Kunkel - assistente ingegnere del suono[1]

## Cover
La cantautrice italiana Giorgia ha inciso una cover del brano One More Go Round, incluso nell'album di cover intitolato proprio One More Go Round, pubblicato nel 1993.